# Granica hiszpańsko-marokańska
Granica pomiędzy Hiszpanią a Marokiem – linia oddzielająca terytorium Maroka od hiszpańskich posiadłości w Afryce Północnej (Ceuty, Melilli oraz Peñón de Vélez de la Gomera), biegnąca na odcinku około 19 km.

## Przebieg granicy

### Wokół Melilli

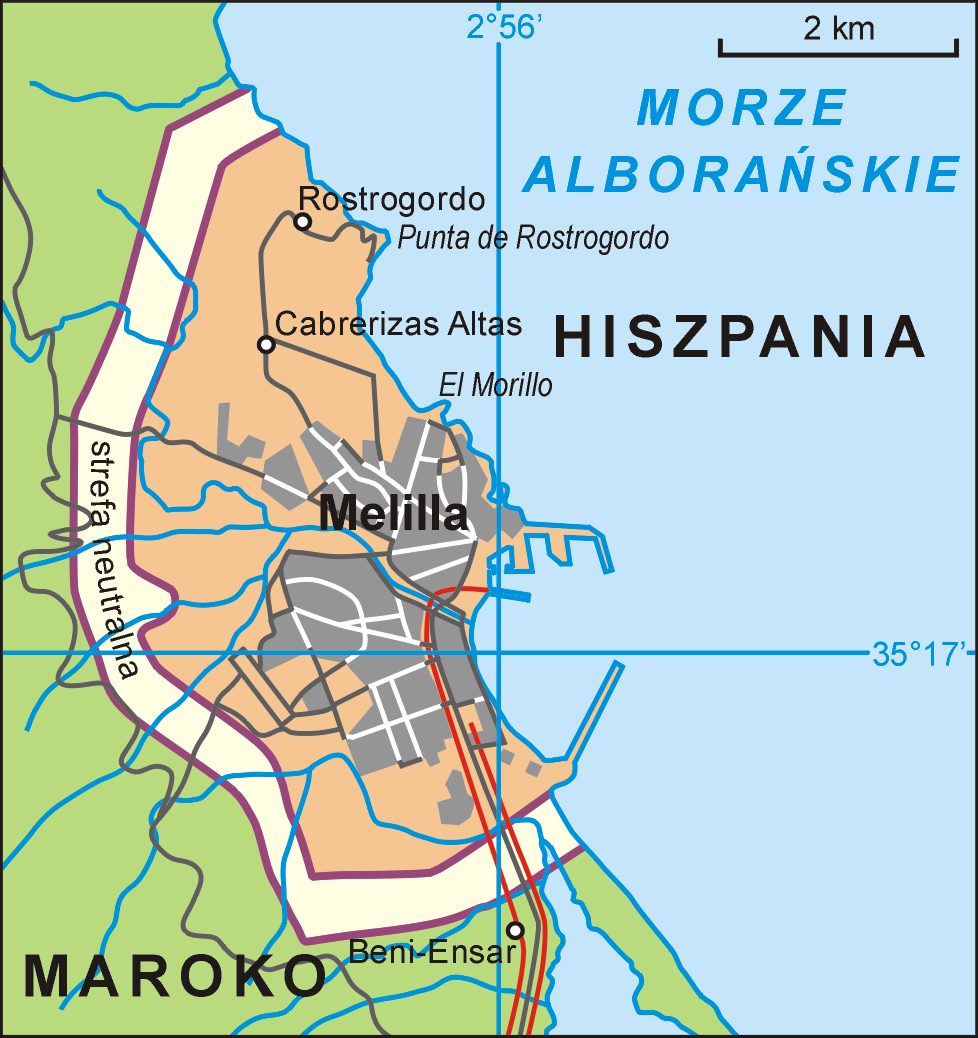
Strefa Melilli

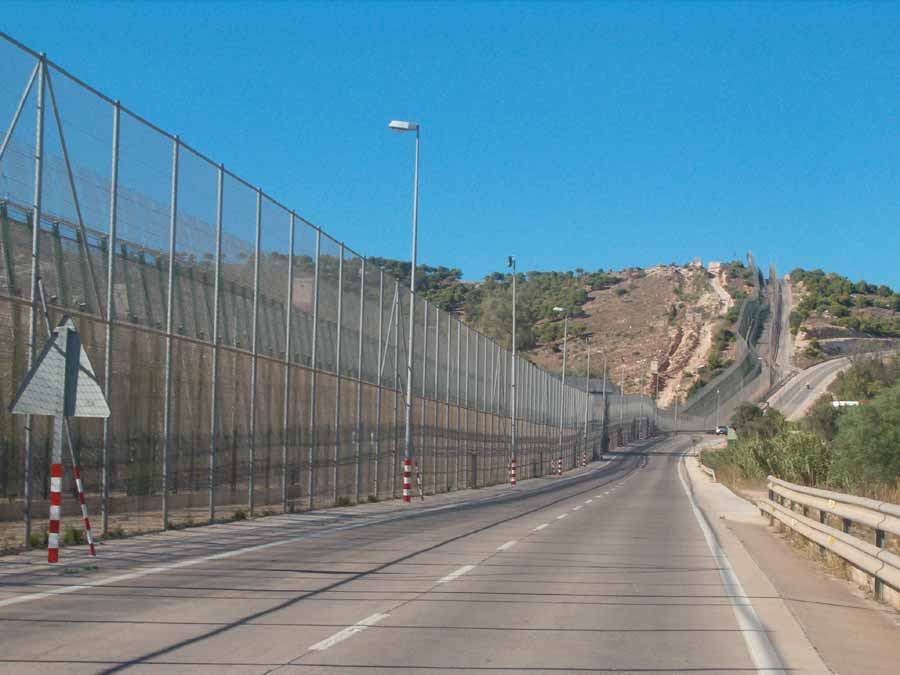
Granica pomiędzy Melillą a Marokiem

Melillę granica otacza z zachodu i południa na odcinku około 6–8 km. Maroko i Hiszpanię oddziela strefa neutralna, na której znajduje się wybudowany przez Hiszpanów mur, który ma za zadanie ograniczyć nielegalną imigrację oraz przemyt. Mur ma długość 11 km i wysokość 3 metrów, posiada regularnie ustawione wieżyczki patrolowe. Postawiono go kosztem 33 milionów euro.

### Wokół Ceuty

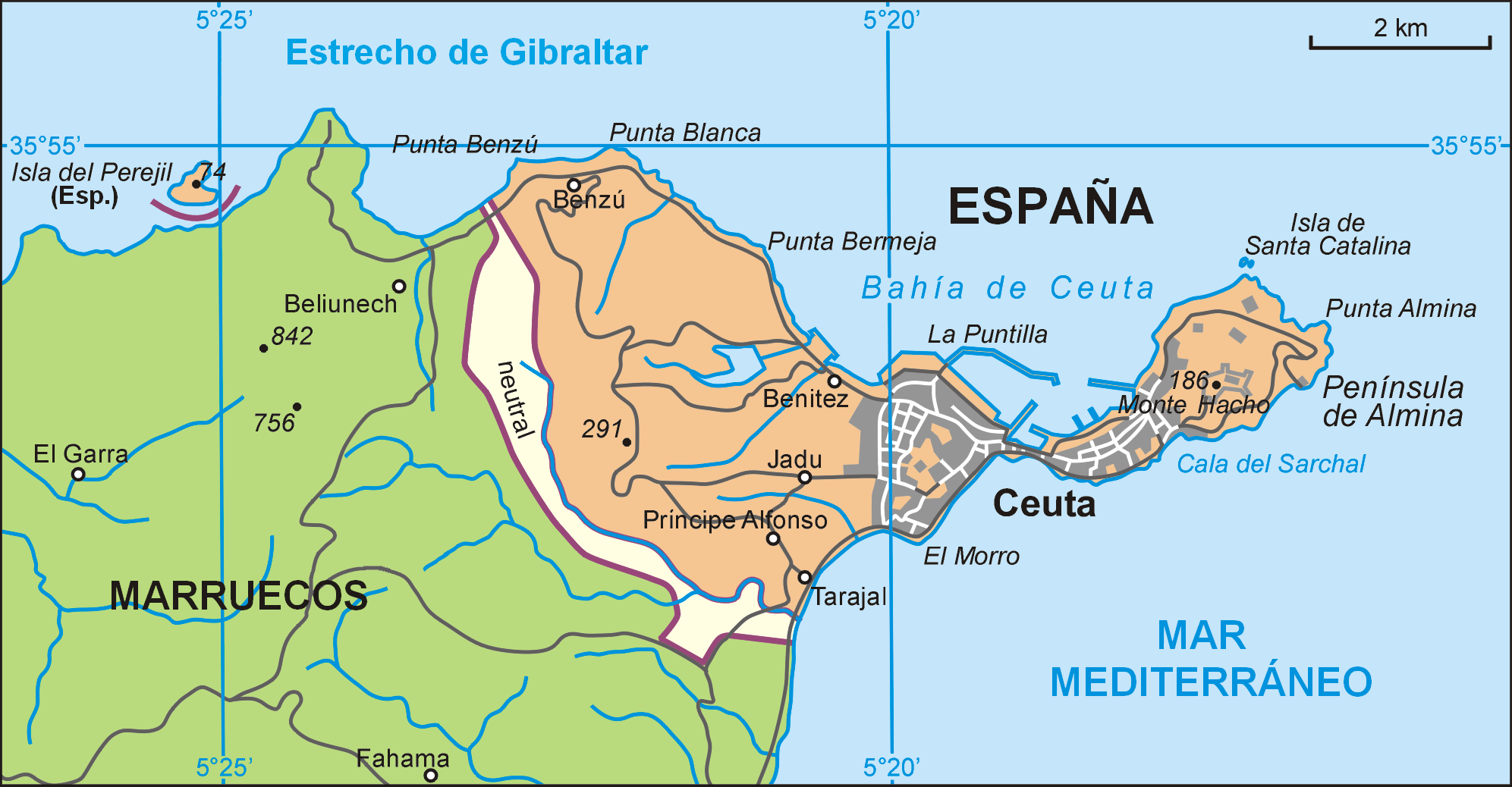
Strefa Ceuty

Ceuta graniczy z Marokiem na zachodzie i południowym zachodzie. Oddziela je wąska strefa neutralna. Podobnie jak wokół Melilli, także na granicy Ceuty postawiono mur, który ma na celu zmniejszenie liczby przedostających się imigrantów i przemytników.

### Na półwyspie Peñón de Vélez de la Gomera

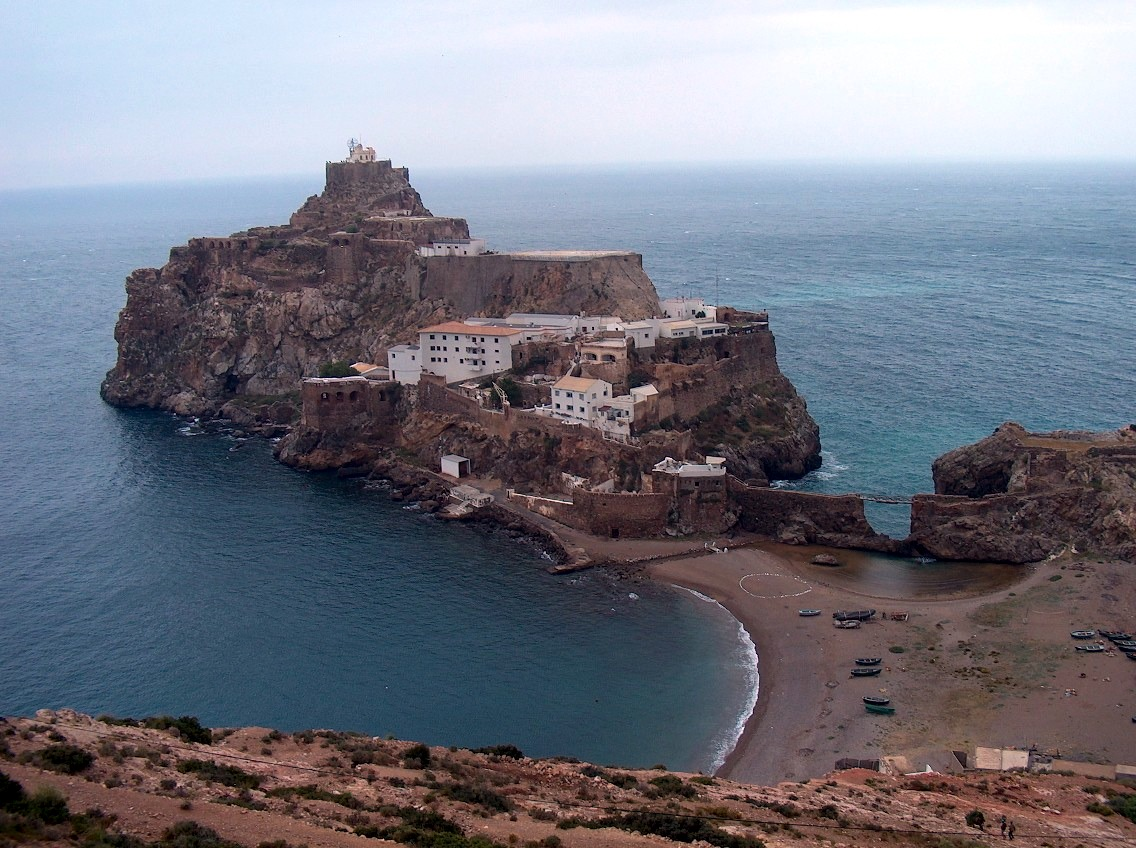
Widok ogólny na Peñón de Vélez de la Gomera, wyspę La Isleta i łachę łączacą je z Marokiem

Peñón de Vélez de la Gomera znajduje się na wybrzeżu Maroka, 117 km na południowy wschód od Ceuty. Do niedawna była to wyspa, lecz obecnie połączona jest z lądem i sąsiednią (również hiszpańską) wysepką La Isleta łachą piaszczystą. Dzięki temu połączeniu powstał jeden z najkrótszych odcinków lądowej granicy państwowej – liczy on zaledwie kilkadziesiąt metrów długości (około 85 m).

### Wokół Ifni (1955–1970)
Na początku XX wieku Hiszpanie i Francuzi wyznaczyli swoje strefy wpływów w Maroku, skutkiem czego Ifni pozostało przy Hiszpanii. Aż do lat sześćdziesiątych była to hiszpańska enklawa (do uzyskania niepodległości przez Maroko w 1955 we francuskich posiadłościach kolonialnych, później w niepodległym królestwie Maroka). 4 stycznia 1969 Hiszpania zwróciła enklawę Ifni Maroku i obecnie jest to integralna część tego państwa. Główne miasto, Sidi Ifni, liczy około 23 tysięcy mieszkańców.

## Długość granicy
Ponieważ zarówno Ceutę jak i Melillę od terytorium Maroka oddziela strefa neutralna, długość granicy podawana przez rządy obu państw jest różna. I tak:
- strona hiszpańska długość granicy wokół Ceuty uznaje za 8 km[1], zaś marokańska 6,3 km[2]
- z kolei Hiszpański Urząd Statystyczny podaje, że granica z Marokiem wokół Mellili wynosi 11 km[1], zaś według strony marokańskiej jej długość wynosi 9,6 km[2]

## Przejścia graniczne
W hiszpańskich terytoriach zamorskich funkcjonują dwa lądowe przejścia graniczne z Marokiem (jedno w Ceucie, drugie w Melilli), a także dwa morskie przejścia graniczne (porty obsługują rejsy pomiędzy Ceutą i Melillą a europejskim wybrzeżem Hiszpanii, jednak teoretycznie są to przejścia międzynarodowe).